# Colm McCarthy
Colm McCarthy (* 16. Februar 1973 in Edinburgh) ist ein britischer Filmregisseur, Drehbuchautor und Filmproduzent.

## Leben
Nach der Schulzeit lebte McCarthy einige Jahre in Irland und verdiente seinen Lebensunterhalt als Musiker in Punkrock-Bands. Er hat keine Filmhochschule besucht, hat aber schon als Jugendlicher mit geliehenem Material zusammen mit Freunden Kurzfilme und Videos gedreht. Das Filmen hat er in der Praxis am Set gelernt. Ins Filmgeschäft kam er 1998 in Dublin durch eine Bewerbung als Praktikant in John Boormans Film The General. Einen seiner ersten Jobs erhielt er, als ihn ein Beleuchter wegen seiner Körpergröße einsetzte, um Schauspieler für kommende Takes auszuleuchten. Er blieb dann als Laufbursche und „Mädchen für alles“ beim Film und lieh sich übers Wochenende Ausrüstung aus, um eigene Filme und Videos zu drehen.
Seinen ersten eigenen Spielfilm Outcast drehte er 2010, für den er zusammen mit seinem Bruder Tom K. McCarthy auch das Drehbuch schrieb. Der Film wurde 2011 für den BAFTA Award, Scotland nominiert (Audience Award). Inzwischen hat er für die BBC und britische private Sender vor allem in Serien Regie geführt.

## Zitat
“Music’s the most important related discipline to the photographic one in film-making. To me, it’s an integral part of the film-making.”

## Filmografie (Auswahl)
- 2003: The Making of a Prodigy (Kurzfilm)
- 2008: Die Tudors (The Tudors, Fernsehserie, 2 Episoden)
- 2008: Spooks – Im Visier des MI5 (Spooks, Fernsehserie, 2 Episoden)
- 2010: Outcast (Drehbuch und Regie)
- 2012: Der junge Inspektor Morse (Endeavour, Fernsehserie, Pilotfilm und 1 Episode)
- 2013: Doctor Who (Fernsehserie, 1 Episode)
- 2014: Peaky Blinders – Gangs of Birmingham (Peaky Blinders, Fernsehserie, 6 Episoden)
- 2014: Sherlock (Fernsehserie, 1 Episode)
- 2017: Black Mirror
- 2017: The Girl with All the Gifts
- 2018: Krypton (Fernsehserie, 1 Episode)
- 2024: Bagman